# Wayne Patrick
Wayne Allen Patrick (1 de setembro de 1946 - 23 de março de 2010) foi um jogador profissional de futebol americano.